# Monte Plata

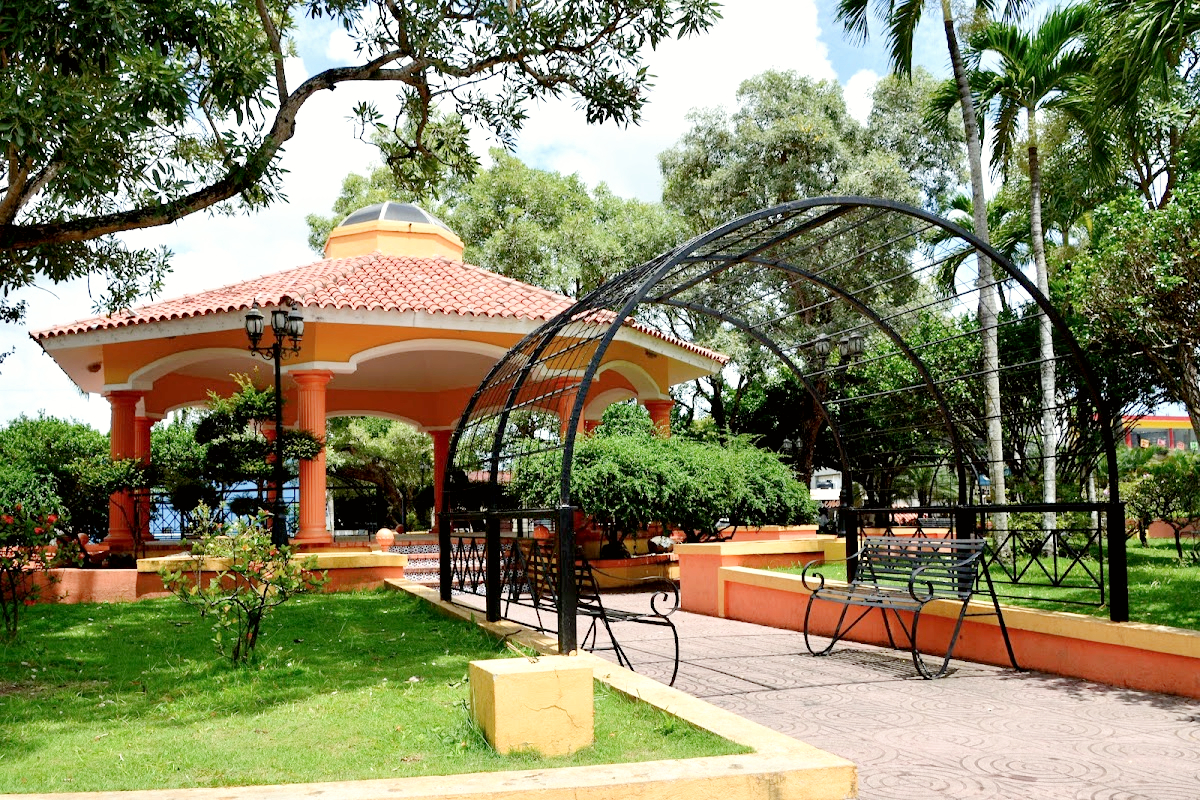
Imatge de Monte Plata.

Monte Plata és un municipi i capital de la província Monte Plata en la República Dominicana. Inclou els districtes municipals de Boyá, Chirino, i Don Juan.

## Història
Va ser fundat per residents de les ciutats de Monte Cristi i Puerto Plata, la destrucció de les quals va ser ordenada pel rei d'Espanya i executada pel Governador de l'Illa Antonio Ozorio. El nom és una combinació dels noms del les dos ciutats: MontemCristi i Puerto Plata. Els fundadors de Monte Plata van ser 87 famílies provinents d'aquestes ciutats.
Els rius principals del municipi són el Ozama i el Yabacao. Altres rius són els afluents, Yamasá, Mijo, Sabita i Guanuma.